# Honda RC213V
A Honda RC213V foi desenvolvida em 2012 pela Honda Racing Corporacion (Honda), para correr em MotoGP. O seu motor é um V4 com 1000cc.